# Lac Thunder
Pour les articles homonymes, voir Thunder.
Le lac Thunder, en anglais Thunder Lake, est un lac dans l'État américain du Colorado. Il est situé à une altitude de 3 225 m dans le comté de Boulder et le parc national de Rocky Mountain. On peut l'atteindre via le sentier de randonnée appelé Thunder Lake Trail.
Sur les bords du lac Thunder se trouve la Thunder Lake Patrol Cabin, une cabane en rondins inscrite au Registre national des lieux historiques depuis le 29 janvier 1988.